# Xanthium strumarium
La bardana común (Xanthium strumarium) es una especie de planta herbácea de la familia de las asteráceas, nativa de América del Norte y alóctona en Europa y Asia. Prolifera en campos, cunetas, guijarrales junto a los cauces y riberas; en general, en zonas degradadas pero húmedas de zonas cálidas.

## Descripción

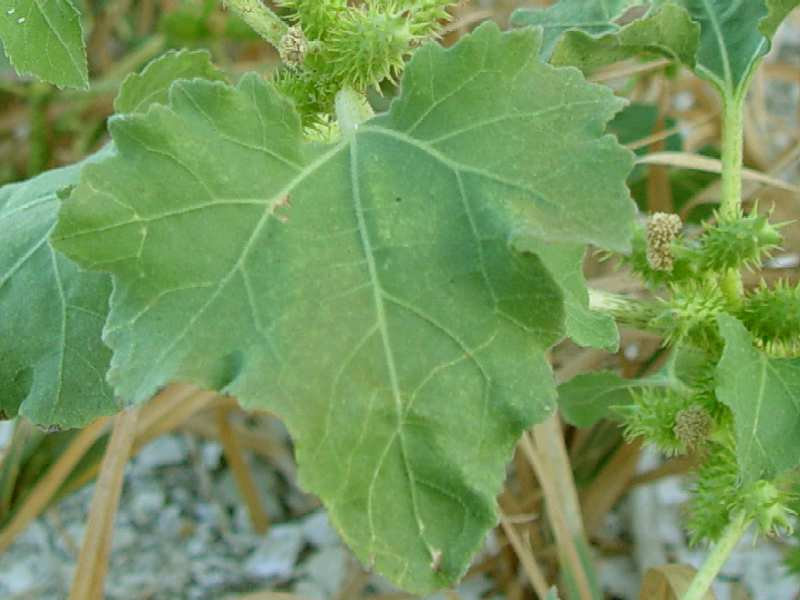
Hojas de Xanthium strumarium, de base reniforme.

Planta aromática herbácea anual, robusta, erecta, de hasta 1,20 m de altura y pubescente. Los tallos presentan líneas o puntos violáceos. Hojas triangulares con peciolo de hasta 10 cm de longitud y borde dentado irregularmente. Flores en capítulos axilares. El fruto es alargado de 1 a 1,5 cm de largo, aplanado y de color café, contenido por el involucro espinoso con los aguijones rectos recurvados y espinas densas finas, casi rectas, en el ápice únicamente. Florece de julio a septiembre.
El género Xanthium exhibe considerables variaciones en la morfología del fruto y fueron descritas más de 20 especies dentro de este género. Sin embargo, la revisión del género Xanthium por Doris Löve y Pierre Dansereau redujo el número de Xanthium a dos especies, la bardana común y la bardana espinosa (Xanthium spinosum). Esta clasificación esta ampliamente aceptada hoy. Sin embargo, Flora del Pirineo aragonés distingue entre Xanthium strumarium que posee hojas de base reniforme y Xanthium echinatum, cuyas hojas son de base decurrente; además de diferencias en el curvado de las espinas del ápice.

## Distribución
La bardana común se distribuye por casi todo el mundo entre los 53° norte y los 33º sur. En América del Norte es corriente a lo largo del sur del Canadá, la mayor parte de los estados contiguos de Estados Unidos y México. Las áreas donde esta planta falta incluye el noreste de Nueva York y Maine. Es rara en terreno montañoso.
A España llegó a finales del siglo XIX, como mala hierba escapada de jardines botánicos, desde donde se extendió hacia áreas naturales. Además de las zonas litorales, esta planta ha colonizado amplias zonas, adentrándose cientos de kilómetros tierra adentro de los valles del Ebro y del Guadalquivir.

## Hábitat
La bardana común ocasionalmente forma una cubierta sobre el suelo en bosques de ribera abiertos, cauces intermitentes y playas. Se difunde en terrenos húmedos removidos, a la orilla de los embalses o huertos y entre escombros.
junto a los desagües.
A esto hay que añadir que coloniza de forma dispersa y pionera, gravas con el nivel freático muy cerca de la superficie.

## Nombres comunes
- bardana menor, cadillo común.[5]